# Patrick Barré
Pour les articles homonymes, voir Barré.
Patrick Barré (né le 12 avril 1959 à Houilles) est un athlète français spécialiste du sprint.

## Biographie
Il remporte la médaille d'or du relais 4 × 100 m lors des championnats d'Europe juniors de 1977.
Aux Jeux olympiques d'été de 1980, il remporte la médaille de bronze du relais 4 × 100 m avec son frère Pascal, Antoine Richard et Hermann Panzo.
Il remporte trois titres de champion de France : le 200 m en 1981, le 400 m en 1988 et le 200 m en salle en 1984.

### Palmarès
| Date | Compétition                   | Lieu    | Résultat | Épreuve   | Performance  |
| ---- | ----------------------------- | ------- | -------- | --------- | ------------ |
| 1977 | Championnats d'Europe juniors | Donetsk | 1er      | 4 × 100 m | 39 s 89      |
| 1978 | Championnats d'Europe         | Prague  | 5e       | 200 m     | 20 s 70      |
| 1978 | Championnats d'Europe         | Prague  | 4e       | 4 × 100 m | 38 s 90      |
| 1980 | Jeux olympiques               | Moscou  | 3e       | 4 × 100 m | 38 s 53      |
| 1981 | Coupe d'Europe des nations    | Zagreb  | 3e       | 200 m     | 20 s 60      |
| 1982 | Championnats d'Europe         | Athènes | 6e       | 200 m     | 20 s 75      |
| 1982 | Championnats d'Europe         | Athènes | 7e       | 4 × 100 m | 39 s 22      |
| 1990 | Championnats d'Europe         | Split   | 7e       | 4 × 400 m | 3 min 3 s 33 |

### Records
| Épreuve | Performance | Lieu     | Date            |
| ------- | ----------- | -------- | --------------- |
| 100 m   | 10 s 49     | Le Havre | 16 juillet 1983 |
| 200 m   | 20 s 60     | Zagreb   | 16 août 1981    |